# San Juan (Södra Ilocos)
San Juan (Bayan ng San Juan) är en kommun i Filippinerna. Kommunen ligger på ön Luzon, och tillhör provinsen Södra Ilocos. Folkmängden uppgår till 23 146 invånare.

## Barangayer
San Juan är indelat i 32 barangayer.
| - Bacsil - Baliw - Bannuar (Pob.) - Barbar - Cabanglotan - Cacandongan - Camanggaan - Camindoroan - Caronoan - Darao - Dardarat | - Guimod Norte - Guimod Sur - Immayos Norte - Immayos Sur - Labnig - Lapting - Lira (Pob.) - Malamin - Muraya - Nagsabaran - Nagsupotan | - Pandayan (Pob.) - Refaro - Resurreccion (Pob.) - Sabangan - San Isidro(Pod.) - Saoang - Solotsolot - Sunggiam - Surngit - Asilang |